# 曲矜会
曲 矜会（朝鮮語: 곡긍회）は高麗の文官であり、朝鮮氏族の龍宮曲氏の始祖である。
先祖は、中国唐から帰化した。曲矜会は、高麗太祖王建時代に評察の官職を務めた。